# Очередь (игра)
«О́чередь» (пол. Kolejka) — польская настольная игра, в которой воспроизведены трудности, связанные с нехваткой товаров при социалистическом режиме. Игра, разработанная польским государственным Институтом национальной памяти и вышедшая 5 февраля 2011 года, создана как учебное пособие, цель которого — повысить осведомлённость польской молодёжи о новейшей истории страны. Половину первого тиража игры планировалось распределить по школам. В комплект игры входят два документальных фильма.

## Условия игры
В игре принимают участие от двух до пяти человек. Указан минимальный возраст для участия в игре — 12 лет. По словам создателя игры Кароля Мадая, сотрудника Института национальной памяти, это ограничение введено потому, что испытания игры показали: разочарование, вызываемое реальностью тех дней, было слишком тяжёлым для детей до 12 лет, в то время как игроки более старшего возраста (самому старшему из участников испытаний было 84 года) находили игру весёлой и смешной.
Победителем становится тот, кто первым «купит» 10 «товаров» из списка покупок. Игроки посылают «членов своих семей», которые обозначены цветными деревянными фигурками, стоять в «очередях» за товарами, продававшимися в 1980-х годах. Среди этих товаров — мясные консервы, чай, кофе, туалетная бумага, мебель, туфли Relaks, одеколон Przemysławka, катушечные магнитофоны. Всего в игре насчитывается 60 товаров. Однако задача получить товар осложняется тем, что полки близлежащих магазинов, которых в игре пять, пусты. Игроки ждут в очередях, не зная при этом, в какие именно магазины будут доставлены нужные им товары. Затем раскрываются карточки доставки товаров. Товары достаются только тем, кто окажется ближе всего к дверям магазинов, поэтому толпа начинает нажимать на двери. В ходе игры может неожиданно выясниться, что магазин закрылся или что вещи на складе закончились. У игроков есть специальные карточки, которые либо помогают, либо затрудняют покупки. Это так называемые «карточки очерёдности». Вперёд помогают пройти, например, карточки «Мать с маленьким ребёнком», «Вас тут не стояло», «Товары из-под прилавка», карточка с подсказкой от знакомого партийного чиновника о том, в какой именно магазин поступит товар. Затрудняют игру карточки «Закрыто на учёт», «Ошибка при доставке», а также стоящие в очередях чёрные фигурки — спекулянты. Кроме того, в игре есть «чёрный рынок», где цены вдвое выше, чем в магазинах.
Отмечается, что правила «Очереди» похожи на правила игры «Монополия», но принципиальное их отличие в том, что в польской игре покупать очень сложно. В некоторых источниках игру называют «коммунистической „Монополией“», но Кароль Мадай утверждает, что не основывал свою игру на «Монополии».

## Другие факты об игре
«Очередь» продаётся в картонной коробке, которая как бы обёрнута мятой коричневой бумагой и перевязана верёвкой, а сверху на коробке изображён талон наподобие тех, которые выпускались властями для нормирования некоторых товаров, например, мяса.
В 1989 году, когда социалистический режим в Польше пал, Каролю Мадаю было всего девять лет, поэтому при создании игры ему часто приходилось консультироваться со своим более опытным начальником. Вместе с Мадаем игру разрабатывали художники Наталья Барановска и Марта Малесиньска. Мадай сказал в интервью, что стиль игры — серые цвета, бумага, стилизованная под дешёвую, — был придуман студентами, изучающими менеджмент. Целью создания игры Мадай назвал «объединение поколений»: «Игра может порадовать как людей в возрасте, так и их внуков. Она может провоцировать серьёзные дискуссии — люди смогут делиться своими знаниями об истории в неформальной обстановке».
Планировалось, что тираж игры составит 3000 экземпляров, но возможны и переиздания.
Институт национальной памяти, разработавший игру, также занимается её распространением. В репортаже Би-би-си сообщалось, что за игрой «выстроились длинные очереди» и что некоторые из покупателей сели играть в неё тут же, в институте. В том же репортаже были приведены слова представителя польского министерства образования Гжегожа Журавского, который признал, что новейшей истории в польских школах уделяется слишком мало внимания: школьники знакомятся с ней только в течение последних нескольких недель перед выпуском. «Сейчас мы хотим изменить программу изучения современной истории, поскольку многие молодые поляки ничего не знают об этом периоде», — заявил он. Министерство планирует ввести новый курс в 2012 году.
«Очередь» стала пятой игрой, разработанной институтом; предыдущие четыре игры (Pamięć ’39, Awans, Zostań marszałkiem Polski и «303») были посвящены Второй мировой войне. Электронные версии предыдущих игр, за исключением Zostań marszałkiem Polski, доступны на сайте института, а электронная версия «Очереди» по состоянию на февраль 2015 года ещё не разработана.
Популярность «Очереди» превзошла ожидания разработчиков: ещё до выхода игры о ней рассказывали масс-медиа Франции, Великобритании, Таиланда, Канады и других стран. Мадай считает, что благодаря игре молодёжь Польши сможет понять, «каково это — часами стоять в очереди, прийти к магазину слишком поздно или пропустить свою очередь из-за того, что кто-то вдруг вклинился перед вами».
Мисси Глакманн, специалист по образованию, считает игру «отличным инструментом обучения».
В 2011 году к игре выпустили дополнение «Ogonek» (в переводе с польского языка - "Хвост"), которое увеличило число игроков до шести, а также содержало карты нового вида товара (алкоголь), карты газеты «Trybuna Ludu» (устанавливает особые правила на каждый ход), новые карты очередей.

## Критика
Некоторые СМИ сообщили, что в 2016 году в России игра исчезла из продажи после критики Федеральной службы России по надзору в сфере защиты прав потребителей и благополучия человека. Сама служба опровергла данные сообщения, заявив, что не имеет возможностей для подобных запретов, так как их технический регламент касается только качества и безопасности используемых материалов и возрастной маркировки. Позже выяснилось, что инициатива исходила не от Роспотребнадзора, а от дистрибьютора игры в России — компании «Юнитойс».

## Награды
- 2012 — польская премия Gra Roku — победитель в номинации «Игра года»[13].